# John I. Thornycroft & Company
John I. Thornycroft & Company — британське суднобудівне підприємство.

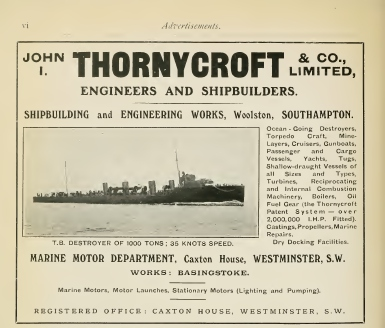
Реклама J.I. Thornycroft & Co. у довіднику Brassey's Naval Annual за 1915 рік.

Існувало з 1866 до 1966 року. Підприємство заснував Джон Торнікрофт. Загалом підприємство внесло вагомий внесок в розвиток концепції міноносця.